# Hemibystra ufipicola
Hemibystra ufipicola là một loài tò vò trong họ Ichneumonidae.